# Münsterland (Schiff, 1960)
Die Münsterland war ein Ende 1960 in Dienst gestelltes deutsches Frachtschiff der HAPAG-Reederei, das zusammen mit anderen Schiffen von 1967 bis 1975 im Großen Bittersee im Sueskanal festsaß.

## Geschichte
Die Münsterland wurde von 1959 bis 1960 als Frachtmotorschiff auf der Deutschen Werft in Hamburg-Finkenwerder gebaut. Am 7. Januar 1961 trat das zur Saarland-Klasse zählende Schiff seine Jungfernreise im Australiendienst an, auf dem es auch sieben Jahre später noch eingesetzt war.
Am 5. Juni 1967 fuhr die Münsterland unter Kapitän Karl Hoffmann in einem Konvoi von 14 Frachtschiffen von Port Taufiq bei Sues kommend den Sueskanal nordwärts, als der Sechstagekrieg ausbrach. Die Schiffe gingen im Großen Bittersee, der breitesten Stelle im Kanal, vor Anker. Da in der Folge der Kanal durch absichtliche Schiffsversenkungen blockiert wurde, lagen die Schiffe auf unbestimmte Zeit fest.

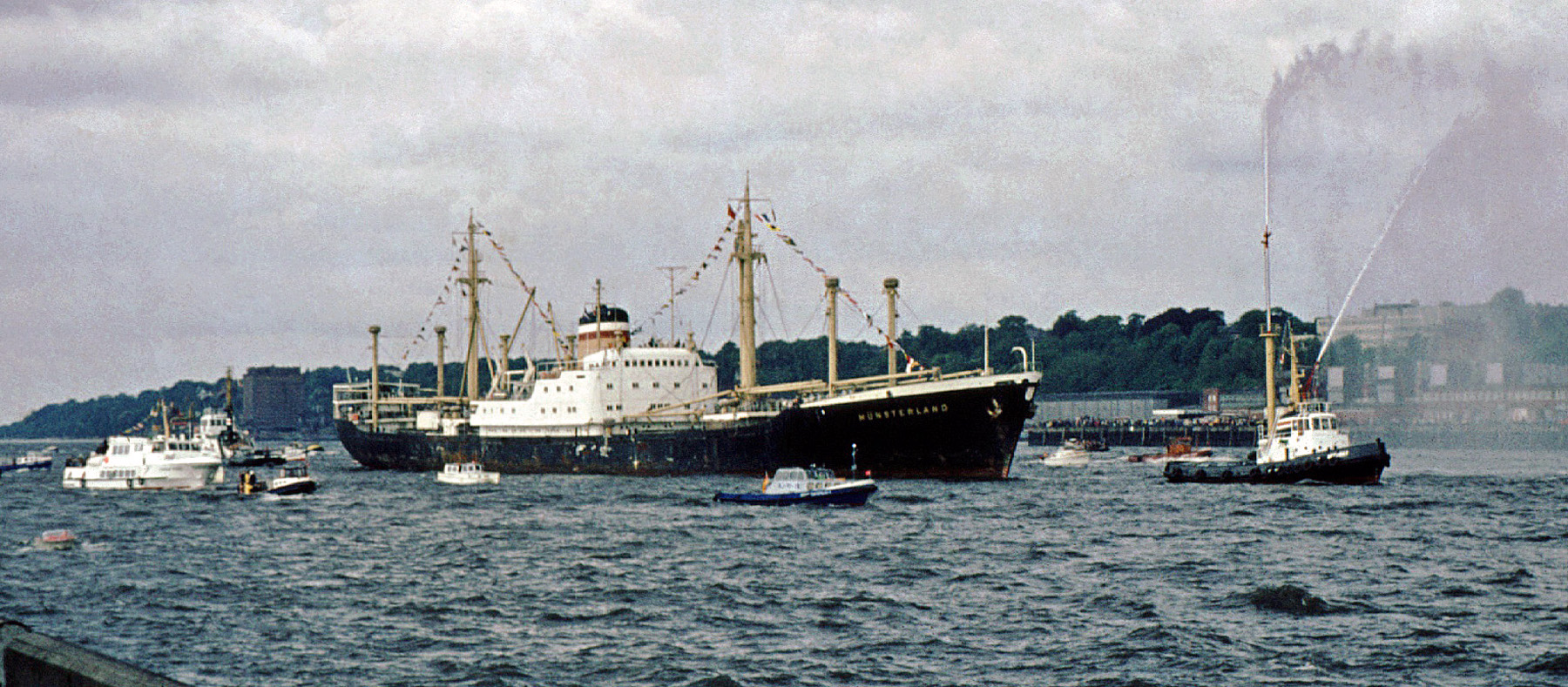
Münsterland 1975 bei der Ankunft in Hamburg

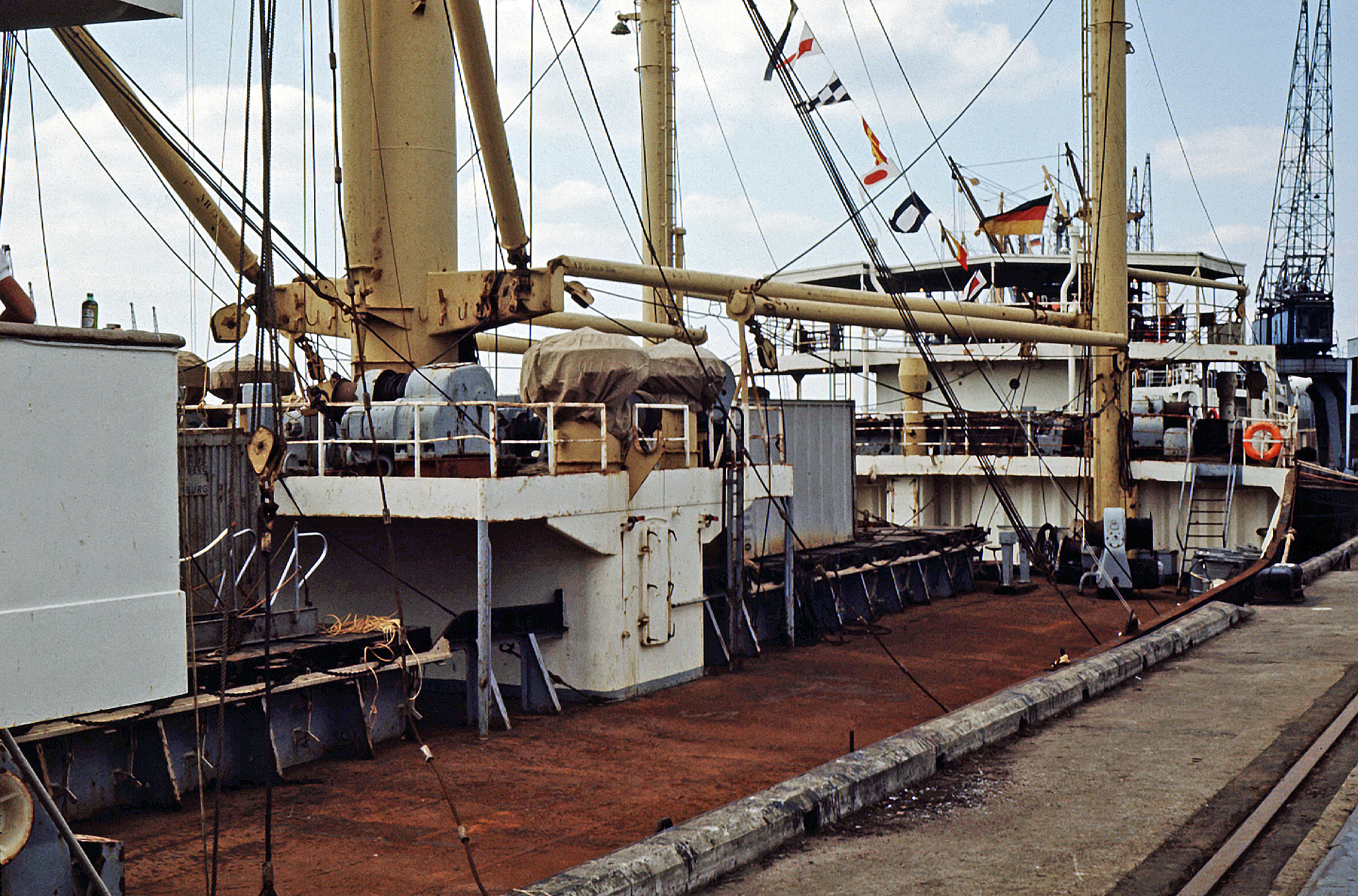
Deck der Münsterland 1975 nach der Ankunft in Hamburg

Die wegen des allgegenwärtigen Staubs als Gelbe Flotte bezeichneten Schiffe wurden nicht in Mitleidenschaft gezogen, obwohl sie zeitweise im Kampfgebiet lagen. Ein Teil der Mannschaften konnte nach einigen Wochen die Schiffe verlassen, der Rest wurde regelmäßig ausgetauscht. Auf den Schiffen und zwischen den Besatzungen entwickelte sich ein ausgeprägtes Zusammengehörigkeitsgefühl. Im Herbst 1967 wurde von den Besatzungen der Schiffe auf der Melampus die „Great Bitter Lake Association“ gegründet, eine Vereinigung mit dem Ziel der Förderung der Freundschaft und der gegenseitigen Hilfe.
Zur Kostenreduktion wurden die Schiffe ab 1969 in Gruppen (MüWiNiKiEs, LedMelAga und DjaBiPorSt) zusammengefasst, die jeweils von einer einzigen Besatzung von etwa zehn Mann betreut wurden. Zur Gruppe der Münsterland zählten neben der deutschen Nordwind noch ein französisches und zwei schwedische Schiffe. In dieser Zeit entstand eine Reihe von handgemalten Briefmarken mit den Gruppennamen der Schiffe, welche von der ägyptischen Post anerkannt wurden. Die so freigemachten Briefe stellen gesuchte Sammlerstücke dar. Während der achtjährigen Liegezeit in den Bitterseen brach 1973 der Jom-Kippur-Krieg aus, in dessen Verlauf der etwas abseits ankernde amerikanische Frachter African Glen von israelischen Kampfjets versenkt wurde, da er von ägyptischen Soldaten als Beobachtungsposten genutzt wurde.
Über die Jahre hielt die Rumpfmannschaft das Schiff soweit in Stand, dass die Münsterland bei der Wiedereröffnung des Kanals am 7. Mai 1975 aus eigener Kraft den Suezkanal verlassen konnte. Die Münsterland kam am 24. Mai 1975 nach sieben Jahren, 11 Monaten und 2 Tagen unter großer öffentlicher Anteilnahme in Hamburg an. Sie wurde überholt und weiter im Ostasiendienst eingesetzt.
Das Schiff wurde am  21. Juni 1978 nach Griechenland verkauft und unter dem Namen Münsterlandes weiter betrieben. Nachdem es am 2. Januar 1983 in Trincomalee aufgelegt wurde, wurde es am 17. November im Schlepp nach Kaohsiung, Taiwan, transportiert. Im Dezember 1983 wurde es in die Volksrepublik China nach Fuzhou, Provinz Fujian, geschleppt und ab März 1984 abgewrackt.

## Rezeption
Im Mai 2020 führte das Zenith-Magazin ein Interview mit Jürgen Katzler, der von Juni bis Dezember 1969 Kapitän auf der Münsterland war. Er beschrieb, dass die Besatzungen den Krieg zwischen Ägypten und Israel direkt miterlebt hatten und Luftkämpfe über den Schiffen stattfanden. Er beschrieb den Aufenthalt als einen internationalen „Verbund der Kameradschaft“ und erzählte von Fußballspielen an Bord und allwöchentlichen Segelregatten.